# Vrachonisída Gláros
Vrachonisída Gláros är en ö i Grekland.   Den ligger i prefekturen Kykladerna och regionen Sydegeiska öarna, i den sydöstra delen av landet, 200 km sydost om huvudstaden Aten. Arean är 0,28 kvadratkilometer.
Terrängen på Vrachonisída Gláros är platt. Öns högsta punkt är 15 meter över havet. Den sträcker sig 1,0 kilometer i nord-sydlig riktning, och 0,4 kilometer i öst-västlig riktning.